# 冨尾大地

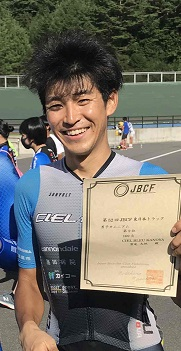
冨尾大地選手

冨尾 大地（とみお だいち、1997年1月22日-）は、日本の自転車競技者（ロードレース）である。

## 人物
鹿児島県出身。脚質：パンチャー

## 戦績
- 2017年 愛媛国体トラックレース　優勝
- 2018年 世界大学自転車競技選手権　ロードレース　12位
- 2019年 JBCF全日本トラックチャンピオンシップ　スクラッチ2位、ポイントレース　3位
- 2021年　Ciel Bleu KanoyaJBCF西日本ロードクラシック広島大会 3位 チームナンバー2